# بابلو بينيا
بابلو بينيا (بالإسبانية: Pablo Peña)‏ هو حكم كرة قدم ومدرب كرة قدم ولاعب كرة قدم بوليفي، ولد في 26 سبتمبر 1955.